# Juan Berrocal
Juan Berrocal González (ur. 5 lutego 1999 w Jerez de la Frontera) – hiszpański piłkarz występujący na pozycji obrońcy w hiszpańskim klubie Eibar. Wychowanek Sevilli, w trakcie swojej kariery grał także w Mirandés. Młodzieżowy reprezentant Hiszpanii.

## Statystyki

### Klubowe
(aktualne na dzień 11 lipca 2023)
| Klub                  | Sezon              | Liga               | Liga  | Liga   | Puchar Kraju | Puchar Kraju | Europa | Europa | Inne  | Inne   | Suma  | Suma   |
| Klub                  | Sezon              | Liga               | Mecze | Bramki | Mecze        | Bramki       | Mecze  | Bramki | Mecze | Bramki | Mecze | Bramki |
| --------------------- | ------------------ | ------------------ | ----- | ------ | ------------ | ------------ | ------ | ------ | ----- | ------ | ----- | ------ |
| Sporting Lizbona      | 2017/18            | Segunda Division   | 30    | 0      | –            | –            | –      | –      | –     | –      | 30    | 0      |
| Sporting Lizbona      | 2018/19            | Segunda Division B | 25    | 0      | –            | –            | –      | –      | –     | –      | 25    | 0      |
| Sporting Lizbona      | 2019/20            | Segunda Division B | 23    | 0      | –            | –            | –      | –      | –     | –      | 23    | 0      |
| Sporting Lizbona      | Ogólnie            | Ogólnie            | 78    | 0      | 24           | 1            | 0      | 0      | 0     | 0      | 78    | 0      |
| Sevilla               | 2018/19            | Primera Division   | 0     | 0      | 0            | 0            | —      | —      | 3     | 0      | 3     | 0      |
| Mirandés (wyp.)       | 2020/21            | Segunda Division   | 38    | 2      | 1            | 0            | —      | —      | –     | –      | 39    | 2      |
| Sporting Gijon (wyp.) | 2021/22            | Primera Division   | 28    | 0      | 4            | 0            | —      | —      | –     | –      | 32    | 0      |
| Eibar                 | 2022/23            | Primera Division   | 35    | 1      | 1            | 0            | —      | —      | —     | —      | 36    | 1      |
| Ogólnie w karierze    | Ogólnie w karierze | Ogólnie w karierze | 179   | 3      | 6            | 0            | 0      | 0      | 3     | 0      | 188   | 2      |